# 土用波
土用波（どようなみ）とは、晩夏にあたる「夏の土用」の時期に、発生する大波のこと。

## 概要
夏の土用の時期にこのような波が来ることは、古くから漁師の間などで知られていた。近代気象学の発達に伴い、これは遠洋に存在する台風の影響であることが分かった。
台風に伴って南方で発生した波浪は、うねりとなって周辺海域に伝わる。波頭が丸く波長が長いうねりは、減衰しにくいという特徴をもっており、遠く沖縄にある台風のうねりが約1,500キロメートル離れた静岡県の遠州灘沿岸や千葉県の九十九里浜まで伝わることがある。このように長距離伝播したうねりは振幅が小さくなって高さもそれほど高くないが、稀に複数の波が重なって大きな振幅になる場合がある。このような、通常の2−3倍の高さをもつ波は千波に一波程の割合で現れるといわれ、これが沿岸で突然の大波となって襲う。
土用波の最盛期は、現在では海水浴のピークに当たるうえ、大潮とも重なるため、この時期に遠洋に台風がある際には十分な注意が必要である。